# ماکوان امیرخانی
ماکوان امیرخانی (زاده ۸ نوامبر ۱۹۸۸ در تورکو ) رزمی‌کار ترکیبی ایرانی–فنلاندی است. شهرت وی به خاطر ناک اوت کردن اندی اوگل رزمی‌کار انگلیسی است که یکی از سریع‌ترین ناک اوت‌ها در تاریخ یواف‌سی شناخته می‌شود که ۷ ثانیه طول کشید.

## زندگی شخصی
وی از خانواده ای کرد در استان کرمانشاه واقع در ایران زاده شد. وی به همراه خانواده اش در کودکی به فنلاند مهاجرت کرد. ابتدا به کشتی آماتور روی آورد و مقام‌های مختلفی در هر دو بخش آزاد و فرنگی به دست آورد و مدتی است در بوکس آماتور فعالیت می‌کند. سپس وارد هنرهای رزمی شد. امیرخانی یکی از ۷ فرزند خانواده است. پدر و برادرش در یک تصادف خودرو در فنلاند کشته شدند. پرچمی که وی در عکس ها بر دوش دارد مربوط به کردستان است.
امیرخانی دارای رکورد یکی از سریع ترین و زیبا ترین ناک اوت های تاریخ ufc می‌باشد.‌او در مسابقات از پرچم کردستان و فنلاند استفاده میکند و همراه با جامانه که از لباس های کردی می‌باشد وارد رینگ مسابقه میشود.